# Ignosticismo
Ignosticismo é uma posição teológica, a partir da qual todas as outras posições teológicas, incluindo o agnosticismo, presumem demais sobre o conceito de Deus, sua existência e outros conceitos teológicos. A palavra "ignosticismo" foi cunhada por Sherwin Wine, rabino e uma figura base para o judaísmo humanístico.
O ignosticismo pode ser definido como algo que envolve dois pontos de vista relacionados, a respeito da existência de Deus:
1. O ponto de vista de que uma definição coerente de Deus deve ser apresentada antes que a questão da existência de Deus possa ser discutida de forma significativa. Além disso, se esta definição é infalseável, o ignóstico toma a posição de não-cognitivismo teológico em que a questão da existência de Deus, por esta definição, é desprovida de significado. Neste caso, o conceito de Deus não é considerado sem significado; o termo "Deus" é considerado sem significado;
2. O segundo ponto de vista é um sinônimo do não cognitivismo teológico, e pula a etapa de primeiro perguntar "O que se entende por Deus?" antes de proclamar a questão original "Deus existe?" como sem significado.

Alguns filósofos têm encarado o ignosticismo como uma variante do agnosticismo ou ateísmo, enquanto outros o consideram distinto. Um ignóstico sustenta que não pode nem mesmo dizer se é ou não um teísta ou ateísta enquanto uma definição melhor de teísmo não seja oferecida.

## Relação com outras visões de "Deus"
Ignosticismo e não cognitivismo teológico geralmente são tratados como sinônimos (em inglês), mas a relação entre ignosticismo e outras visões não teístas está bem menos clara. Enquanto Paul Kurtz acredita que a visão é compatível com ambas Ateísmo cético e agnosticismo (em inglês), outros filósofos consideram-no distinto.
Em um capítulo de seu livro de 1936 Linguagem, verdade e lógica, Alfred Jules Ayer defendeu que ninguém poderia falar da existência de Deus, ou sequer da probabilidade da sua existência, uma vez que o conceito em si era inverificável e por isso absurdo (em inglês). Ayer escreveu que estão descartadas as posições filosóficas do ateísmo e do agnosticismo, assim como do teísmo, por que todas as três posições assumem que a sentença "Deus existe" é significativa. Dada a falta de significância dos feitos teístas, Ayer opinou que não havia "nenhuma base lógica para antagonismos entre religião e ciência natural", como o teísmo sozinho não é capaz de implicar quaisquer proposições que o método científico seria capaz de falsificar.
Como Ayer, Theodore Drange vê teísmo e agnosticismo como posições que aceitam "Deus existe" como uma proposição significativa; ateístas julgam isto como "falso ou provavelmente falso" e agnósticos consideram isto como inconclusivo até que novas evidências sejam conhecidas. Se as definições de Drange são aceitas, ignósticos não são ateístas nem agnósticos. Um aforisma simplificado dos estados subjetivos "Um ateísta diria, 'Eu não acredito que Deus existe', um agnóstico diria, 'Eu não sei se Deus existe ou não', e um ignóstico diria, 'Eu não entendo o que você quer dizer quando você diz "Deus existe"'.
Ignosticismo não deve ser confundido com apateísmo, uma posição de apatia com relação a existência de Deus. Um apateísta pode ver a declaração "Deus existe" como sem significado, e ainda assim pode vê-la como significante, e talvez até como verdadeira. (em inglês)

## Dependência de determinada visão da palavraDeus
Drange enfatiza que qualquer posição em "Deus existe?" é feita com respeito a um conceito particular de o que é considerado por alguém como sendo creditado pela representação de "Deus".:
Já que a palavra "Deus" possui muitos significados diferentes, é possível para a sentença "Deus existe" expressar tantas proposições quanto diferentes significados. O que nós precisamos é nos focar em cada proposição separadamente. … Para cada sentença diferente do termo "Deus", haverá teístas, ateístas e agnósticos relativos aquele conceito de Deus. (em inglês)
Como Deus significa muitas coisas diferentes para pessoas diferentes, quando a palavra é dita, um ignóstico pode procurar determinar se algo como a definição de crianças de deus é a que está sendo empregada ou se uma definição teológica é pretendida ao invés disso.
Um conceito teístico de uma criança geralmente possui um significado simples e coerente, baseado na concepção antropomórfica de Deus: um homem grande e poderoso no céu responsável por determinadas coisas. Muitos filósofos e teólogos têm rejeitado este conceito de deus, afirmando crença em outro conceito de Deus, incluindo Agostinho de Hipona, Maimonides, Tomás Aquino, Baruch Spinoza, Søren Kierkegaard e também por Ludwig Feuerbach em A Essência da Cristandade (1841).